# Canadá en la Copa Mundial de Rugby de 1995
La Selección de rugby de Canadá fue uno de los 16 participantes de la Copa Mundial de Rugby de 1995 que se realizó en Sudáfrica.
Fue la tercera participación de los Cannucks en la Copa Mundial de Rugby.

## Plantel
| Nombre            | Posición       | Club                    |
| ----------------- | -------------- | ----------------------- |
| Mark Cardinal     | hooker         | James Bay A.A.          |
| Karl Svoboda      | hooker         | Ajax Wanderers R.U.F.C. |
| Richard Bice      | pilar          | Vancouver Rowing Club   |
| Paul LeBlanc      | pilar          | Vancouver Kats R.C.     |
| Rod Snow          | pilar          | Dogs RFC                |
| Eddie Evans       | pilar          | IBM Japan               |
| Al Charron        | segunda línea  | Ottawa Irish R.C.       |
| Gareth Rowlands   | segunda línea  | Velox Valhallians       |
| Mike James        | segunda línea  | Burnaby Lake R.C.       |
| Ian Gordon        | ala            | James Bay A.A.          |
| John Hutchinson   | ala            | UBC Old Boys Ravens     |
| Gord MacKinnon    | ala            | Britannia Lions R.C.    |
| Glen Ennis        | ala            | Vancouver Kats R.C.     |
| Chris Michaluk    | ala            | Vancouver Rowing Club   |
| Colin McKenzie    | ala            | UBC Old Boys Ravens     |
| John Graf         | medio scrum    | UBC Old Boys Ravens     |
| Alan Tynan        | medio scrum    | UBC Old Boys Ravens     |
| Gareth Rees (c.)  | medio apertura | Castaway Wanderers RFC  |
| Bobby Ross        | medio apertura | James Bay A.A.          |
| Steve Gray        | centro         | Kats RC                 |
| Christian Stewart | centro         | Western Province        |
| David Lougheed    | centro         | Toronto Welsh R.F.C.    |
| Ron Toews         | wing           | Meraloma Rugby          |
| Shawn Lytton      | wing           | Meraloma Rugby          |
| Winston Stanley   | zaguero        | UBC Old Boys Ravens     |
| Scott Stewart     | zaguero        | UBC Old Boys Ravens     |

## Participación

### Grupo A
| Equipo    | Gan. | Emp. | Perd. | A favor | En contra | Puntos |
| --------- | ---- | ---- | ----- | ------- | --------- | ------ |
| Sudáfrica | 3    | 0    | 0     | 68      | 26        | 9      |
| Australia | 2    | 0    | 1     | 87      | 41        | 7      |
| Canadá    | 1    | 0    | 2     | 45      | 50        | 5      |
| Rumania   | 0    | 0    | 3     | 14      | 97        | 3      |
| 26 de mayo de 1995 | Canadá                                                              | 34 – 3 (11-3) | Rumania        | Estadio Boet Erasmus, Puerto Elizabeth,                               |                                                                       |
|                    | Tries: Charron McKenzie Snow Con: Rees (2) Pen: Rees (4) Drop: Rees |               | Pen: Nichitean | Asistencia: 8000 espectadores Árbitro(s): Colin Hawke (Nueva Zelanda) | Asistencia: 8000 espectadores Árbitro(s): Colin Hawke (Nueva Zelanda) |

| 31 de mayo de 1995 | Australia                                                | 27 – 11 (20-6) | Canadá                       | Estadio Boet Erasmus, Puerto Elizabeth,                             |                                                                     |
|                    | Tries: Lynagh Tabua Roff Con: Lynagh (3) Pen: Lynagh (2) |                | Tries: Charron Pen: (2) Rees | Asistencia: 16.000 espectadores Árbitro(s): Patrick Robin (Francia) | Asistencia: 16.000 espectadores Árbitro(s): Patrick Robin (Francia) |

| 3 de junio de 1995 | Sudáfrica                                            | 20 – 0 (17-0) | Canadá | Estadio Boet Erasmus, Puerto Elizabeth,                            |                                                                    |
|                    | Tries: Richter , Con: Stransky (2) Pen: Stransky (2) |               |        | Asistencia: 31.000 espectadores Árbitro(s): David McHugh (Irlanda) | Asistencia: 31.000 espectadores Árbitro(s): David McHugh (Irlanda) |